# Johnny Hallyday
Johnny Hallyday, valódi nevén Jean-Philippe Smet (Cité Malesherbes, Párizs, 1943. június 15. – Marnes-la-Coquette, 2017. december 5.) francia énekes, filmszínész. Gyakran hivatkoznak rá a francia Elvis Presleyként.

## Életútja
Édesapja, Léon Smet (1908–1989) belga, édesanyja Huguette Clerc (1920–2007) francia nemzetiségű volt. Művésznevét nagynénje amerikai férjétől, Lee Hallidaytől kölcsönözte, akinek ez szintén a művészneve volt.
1960-tól lépett fel, ő volt az első francia rock and roll énekes. Első albuma a Hello Johnny volt. 1961-ben elénekelte a Let's Twist Againt, Chubby Checker világslágerét, ami több mint egy millió példányban kelt el. 1980-ra már több mint 20 millió lemezt adott el.
Még az ötvenes évek végén megismerkedett Édith Piaffal, akinek attól kezdve minden koncertjén jelen volt. 1965-ben feleségül Sylvie Vartant, majd 1980-ban elváltak. Egy fiuk született. Több házasság után 1996-tól Laeticia Boudou lett a házastársa. Két vietnámi kislányt fogadtak örökbe.
Karrierje során több mint 110 millió albumot adott el, több mint 100 turnén vett részt és 18 albuma lett platinalemez. 2007-ben, 64 éves korában jelentette be visszavonulását, de gyakorlatilag soha nem vonult vissza, még 2017-ben is turnézott. Majdnem 1000 dal volt a repertoárján, élete során mintegy 3700 koncertet adott.

## Diszkográfia

### Stúdióalbumok
- Hello Johnny (1960, Vogue)
- Nous les Gars, Nous les Filles (1961, Vogue)
- Tête à Tête avec Johnny (1961, Vogue)
- Salut les Copains! (1961, Philips)
- Johnny Hallyday sings America's Rockin' Hits (1962, Philips)
- Les Bras en Croix (1963, Philips)
- Les Rocks les Plus Terribles (1964, Philips)
- Halleluyah (1965, Philips)
- Johnny Chante Hallyday (1965, Philips)
- La Génération Perdue (1966, Philips)
- Johnny 67 (1967, Philips)
- Jeune Homme (1968, Philips)
- Rêve et Amour (1968, Philips)
- Rivière... Ouvre ton Lit (1969, Philips)
- Vie (1970, Philips)
- Flagrant Délit (1971, Philips)
- Country-Folk-Rock (1972, Philips)
- Insolitudes (1973, Philips)
- Je t'Aime, Je t'Aime, Je t'Aime (1974, Philips)
- Rock'n Slow (1974, Philips)
- Rock à Memphis (1975, Philips)
- La Terre Promise (1975, Philips)
- Derrière l'Amour (1976, Philips)
- Hamlet (1976, Philips)
- C'est la Vie (1977, Philips)
- Solitudes à Deux (1978, Philips)
- Hollywood (1979, Philips)
- À Partir de Maintenant... (1980, Philips)
- En Pièces Détachées (1981, Philips)
- Pas Facile (1981, Philips)
- Quelque Part un Aigle (1982, Philips)
- La Peur (1982, Philips)
- Entre Violence et Violon (1983, Philips)
- Hallyday 84: Nashville en Direct (1984, Philips)
- En V.O. (1984, Philips)
- Rock'n'Roll Attitude (1985, Philips)
- Gang (1986, Philips)
- Cadillac (album) (1989, Philips)
- Ça ne change pas un homme (1991, Philips)
- Rough Town (1994, Philips)
- Lorada (1995, Philips)
- Ce que je sais (1998, Philips)
- Sang pour sang (1999, Philips)
- À la vie, à la mort! (2002, Mercury)
- Ma Vérité (2005, Mercury)
- Le Cœur d'un homme (2007, Warner Music France)
- Ça ne finira jamais (2008, Warner Music France)

### Koncertfelvételek

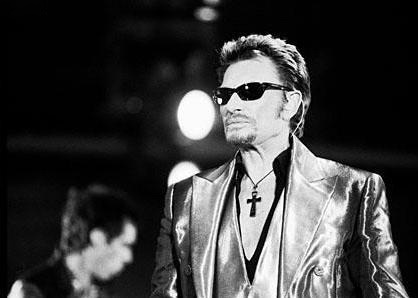
2003-ban, Villeneuve-d’Ascq-ban

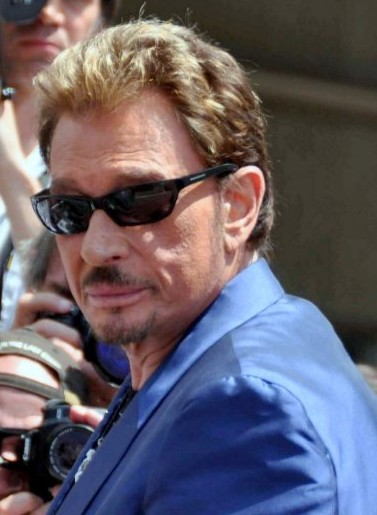
Cannes-ban 2009-ben

- Johnny et Ses Fans au Festival de Rock'n'Roll (1961, Vogue)
- À l'Olympia (1962, Philips)
- Olympia 64 (1964, Philips)
- Olympia 67 (1967, Philips)
- Au Palais des Sports (1967, Philips)
- Que Je t'Aime (1969, Philips)
- Live at the Palais des Sports (1971, Philips)
- Palais des Sports (1976, Philips)
- Pavillon de Paris (1979, Philips)
- Live (1981, Universal Music)
- Palais des Sports 1982 (1982, Universal Music)
- Au Zénith (1984, Universal Music)
- À Bercy (1987, Universal Music)
- Dans la Chaleur de Bercy (1990, Universal Music)
- Bercy 92 (1992, Universal Music)
- Parc des Princes (1993, Universal Music)
- À La Cigale (1994, Universal Music)
- Lorada Tour (1995, Universal Music)
- Destination Vegas (1996, Universal Music)
- Johnny Allume le Feu: Stade de France 98 (1998, Universal Music)
- 100% Johnny: Live à La Tour Eiffel (2000, Universal Music)
- Olympia 2000 (2000, Universal Music)
- Parc des Princes 2003 (2003, Universal Music)
- Flashback Tour Live (2006, Warner Music)
- La Cigale (2007, Warner Music)
- Tour 66: Stade de France 2009 (2009, Warner Music)

## Filmek
- Gli specialisti (1969), rendezte: Sergio Corbucci
- L’aventure c’est l’aventure (1974) (önmaga)
- Détective (1985), rendezte: Jean-Luc Godard
- Why Not Me? (1999), José
- Szeress! (2000), Lennox
- A férfi a vonatról, Milan
- Balhé (2003), Marcel Burot
- Crimson Rivers II: Angels of the Apocalypse (2004), L'ermite borgne
- Quartier V.I.P. (2005), Alex
- Jean-Philippe (2006), Jean-Philippe
- Vengeance (2009), François Costello
- A rózsaszín párduc 2. (2009), Laurence Millikin

## Fordítás
- Ez a szócikk részben vagy egészben  a   Johnny Hallyday című angol Wikipédia-szócikk fordításán alapul.  Az eredeti cikk szerkesztőit annak laptörténete sorolja fel. Ez a jelzés csupán a megfogalmazás eredetét és a szerzői jogokat jelzi, nem szolgál a cikkben szereplő információk forrásmegjelöléseként.